# Kurdi Gábor
Kurdi Gábor (Bustyaháza, 1942. április 24. – 2025. május 20.) karatemester, több japán harci művészeti ág magyarországi alapítója, elterjesztője.

## Életpálya
Budakeszin töltötte gyermek- és kamaszkori éveit, majd Budapesten járt a Bláthy Ottó Erősáramú Ipari Technikum Szakiskolába.
A Mélyépterv tervező irodában dolgozott elektromos tervezőként. Ez idő alatt ismerkedett meg a dzsúdó sporttal, Gyebnár Ferenc edző irányításával.
1973-ban az elsők között kezdett a shotokan karatéval foglalkozni. Első mestere Antal János karatemester volt. Több japán nagymester külföldön tartott kurzusán vett részt. Nakayama, Miyazaki, Kase, Miura, Hayashi a tanítói közé tartoztak. A jiu-jitsu küzdelmi technikáit is gyakorolta Kelemen István jiu-jitsu-mester irányításával, akitől megkapta az 1. dan fokozatot.
1982-től a magyarországi kendo harcművészet elterjesztésében is részt vett Yamaji Masanori kendomester közreműködésével. 1984-ben az USA-ban Julius Thiry mesternél tanult hajasi-ha sitó-rjú karatet. Ezt követően megalapította hazánkban a hajasi-ha sitó-rjút, amelynek azóta is stílusvezetője. 2003-ban adta ki az első könyvét a magyarországi hajasi-ha sitó-rjú karatéról.
A Magyar Karate Szakszövetség alelnökeként, majd elnökségi tagjaként aktívan részt vesz az elnökség munkájában. Sok éven át versenyeken bíráskodott, versenyt szervezett, edzőtábort vezetett. Több díjat, elismerést kapott a sportban végzett munkájáért. Szakmai tapasztalatát tovább adja és bővíti.
Fia 4. danos, felesége 7. danos karatemesterek, ő maga 8. danos fokozatú karatemester.

## Megjelent könyvek
- Kurdi Gábor: Hayashi-ha shito-ryu karate 2003. (ISBN 963-9552-04-6)
- Kurdi Gábor: Répa öcsi a barátom 2013. (ISBN 978-615-5368-48-6)
- Dr. Tancsa Nóra-Kurdi Gábor: Alvó macska a diófán 2015. (ISBN 978-963-303-066-0)
- Kurdi Gábor: Egy karate mester visszaemlékezései 2021. (Alphapress nyomda)